# 프론트엔드 프로세서

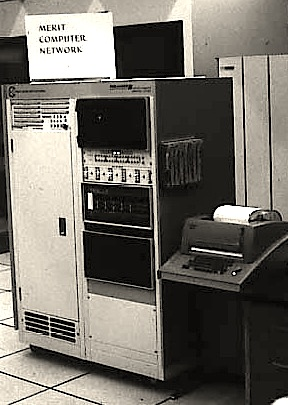
PDP-11 기반 프론트엔드 프로세서 (1975년 즈음)

프론트엔드 프로세서(front-end processor, FEP) 또는 통신 프로세서(communications processor)는 호스트 컴퓨터, 그리고 SNA와 같은 여러 네트워크 또는 단말기, 디스크 장치(예: 프린터 및 테이프 장치)와 같은 여러 주변 장치와 인터페이스하는 소형 컴퓨터이다. 고속 병렬 인터페이스를 사용하여 호스트 컴퓨터와 프론트엔드 프로세서 간에 데이터가 전송된다. 프론트엔드 프로세서는 일반적으로 통신 네트워크를 통해서도 느린 직렬 인터페이스를 사용하여 주변 장치와 통신한다. 그 목적은 주변 장치 관리, 메시지 전송 및 수신, 패킷 조립 및 분해, 오류 감지 및 오류 수정 작업을 호스트 컴퓨터에서 오프로드하는 것이다. 두 가지 예로는 IBM 3705 통신 컨트롤러와 버로스(Burroughs) 데이터 통신 프로세서가 있다.
때때로 FEP는 통신 컨트롤러와 동의어이지만 후자가 반드시 유연한 것은 아니다. IBM 270x 시리즈와 같은 초기 통신 컨트롤러는 하드 와이어링되었지만 이후 장치는 프로그래밍 가능한 장치였다.
프론트엔드 프로세서는 비대칭 다중 프로세서 시스템에서도 보다 일반적인 의미로 사용된다. FEP는 메인 프로세서보다 입력 소스에 더 가까운 처리 장치(일반적으로 컴퓨터)이다. 원격 측정 제어, 데이터 수집, 원시 센서 데이터 축소, 키보드 입력 분석 등과 같은 일부 작업을 수행한다.
프론트엔드 프로세스는 클라이언트/서버 아키텍처에서 사용자(클라이언트)와 애플리케이션 프로세스(서버) 간의 소프트웨어 인터페이스와 관련된다. 사용자는 서버의 수신 애플리케이션(백엔드)이 받아들이고 처리할 수 있는 것과 일치하는 방식으로 수집되고 처리되는 프론트엔드 프로세스에 입력(데이터)을 입력한다. 예를 들어, 사용자는 마이크로소프트 인터넷 익스플로러와 같은 GUI(프론트엔드 프로세스)에 URL을 입력한다. 그런 다음 GUI는 사용자가 웹 서버("백엔드" 프로세스로 알려진 응용 프로그램 서버)에서 의도한 웹 페이지에 접근하거나 액세스할 수 있는 방식으로 URL을 처리한다. 프론트엔드 프로세서 또는 통신 프로세서는 주변 장치 제어를 위한 처리를 다른 장치나 컨트롤러에 오프로드하여 호스트 CPU를 효율적으로 사용하는 것과 관련된다.

## 같이 보기
- 인터페이스 메시지 프로세서